# Parc Nacional de Talampaya
El Parc Nacional de Talampaya és una reserva natural i un dels llocs Patrimoni de la Humanitat declarat per la UNESCO a l'Argentina. És al centre-oest de la província de la Rioja. El seu nom correspon a l'idioma kakan i significa: 'Riu sec del tala' (tala és el nom d'un arbre molt comú en gran part del Con Sud). Va ser creat el 1975 com a parc provincial amb l'objectiu de protegir importants jaciments arqueològics i paleontològics de la zona, i el 1997 va passar a dependre de l'Administració de Parcs Nacionals.
El parc ocupa 215.000 ha. El seu paisatge, de gran bellesa, i la flora i fauna són característics del bioma de la muntanya. És el resultat de moviments tectònics, els quals, durant mil·lennis, s'han sumat a l'erosió de l'aigua i el vent en un clima desèrtic, amb grans amplituds de temperatures, intensa calor de dia i baixes temperatures de nit, amb pluges torrencials a l'estiu i vents forts a la primavera. L'altura mitjana del terreny és d'uns 1.300 msnm, i el clima és continental.

## Geologia
Talampaya comparteix, junt amb Ischigualasto, la conca geogràfica Triàsica. Tota aquesta conca geològica és considerada, per científics de tot el món, com un dels paradisos més importants en material geològic de la República Argentina. El parc conté roques que documenten l'evolució del planeta per més de quaranta-cinc milions d'anys, i és, per exemple, testimoni fa més de 250 milions d'anys de la divisió del supercontinent Pangea.
La formació Talampaya està composta per una aglomeració de roques de color vermell. Els estrats estan principalment formats per gres, dipositat pels ventalls al·luvials que van baixar de les vores de la conca. Aquesta roca, a causa de l'erosió de milions d'anys, emmotlla diverses formes molt conegudes com Los Reyes Magos, El Tablero de Ajedrez, La Catedral i El Fraile, entre d'altres, en l'àrea coneguda com a Ciutat Perduda, i pot veure's l'esplendor de les geoformes de Talampaya.

## Paleontologia
El parc és un important jaciment paleontològic, constitueix un lloc de gran importància per la seva abundant riquesa en fòssils de rincosaures, dicinodonts i cinodonts.
Gràcies a aquests i a una llarga sèrie d'animals fòssils desconeguts per la paleontologia, s'està permetent completar un dels estudis més interessants de la ciència: com i quan van sorgir els primers dinosaures, i poder saber més sobre una diferent espècie coneguda com a rèptil mamiferoide del tronc bàsic de la qual van sorgir més tard els mamífers. És per aquestes raons la gran importància que té aquesta conca.

## Història
La vasta conca romania virtualment desconeguda a causa del seu aïllament. Només la construcció de la carretera en la dècada de 1970, que uneix Patquía amb Villa Unión va permetre l'ingrés de vehicles motoritzats. El canó i el seu accés van ser, per primera vegada, aixecats per l'enginyer Werner Lorenz.
La seva difusió com a meravella natural es deu a Federico B. Kirbus, periodista, escriptor, investigador, que a partir de 1977 va començar publicant articles il·lustrats de les formacions de Talampaya i Ischigualasto, notes que d'aquesta forma van començar a atreure els primers turistes independents.

## Flora
Al parc, es desenvolupa principalment vegetació arbustiva pròpia de la zones desèrtiques com la clara, rabassuda i el borró, que pràcticament no té fulles i la fotosíntesi la realitza en les seves tiges verdes; les esteperoles de fullatge brillant i resinós; i la brea, coberta de flors grogues a la primavera. També solen veure's algunes cactàcies, com els puquis, i diversos cardons, a més de la chilca, un arbust dels faldeos serrans que és endèmic de La Rioja, San Juan i San Luis. En canvi, en els cursos temporers es despleguen boscos oberts de garrofers de gran port i, a Los Cajones, molles de beure.

## Fauna

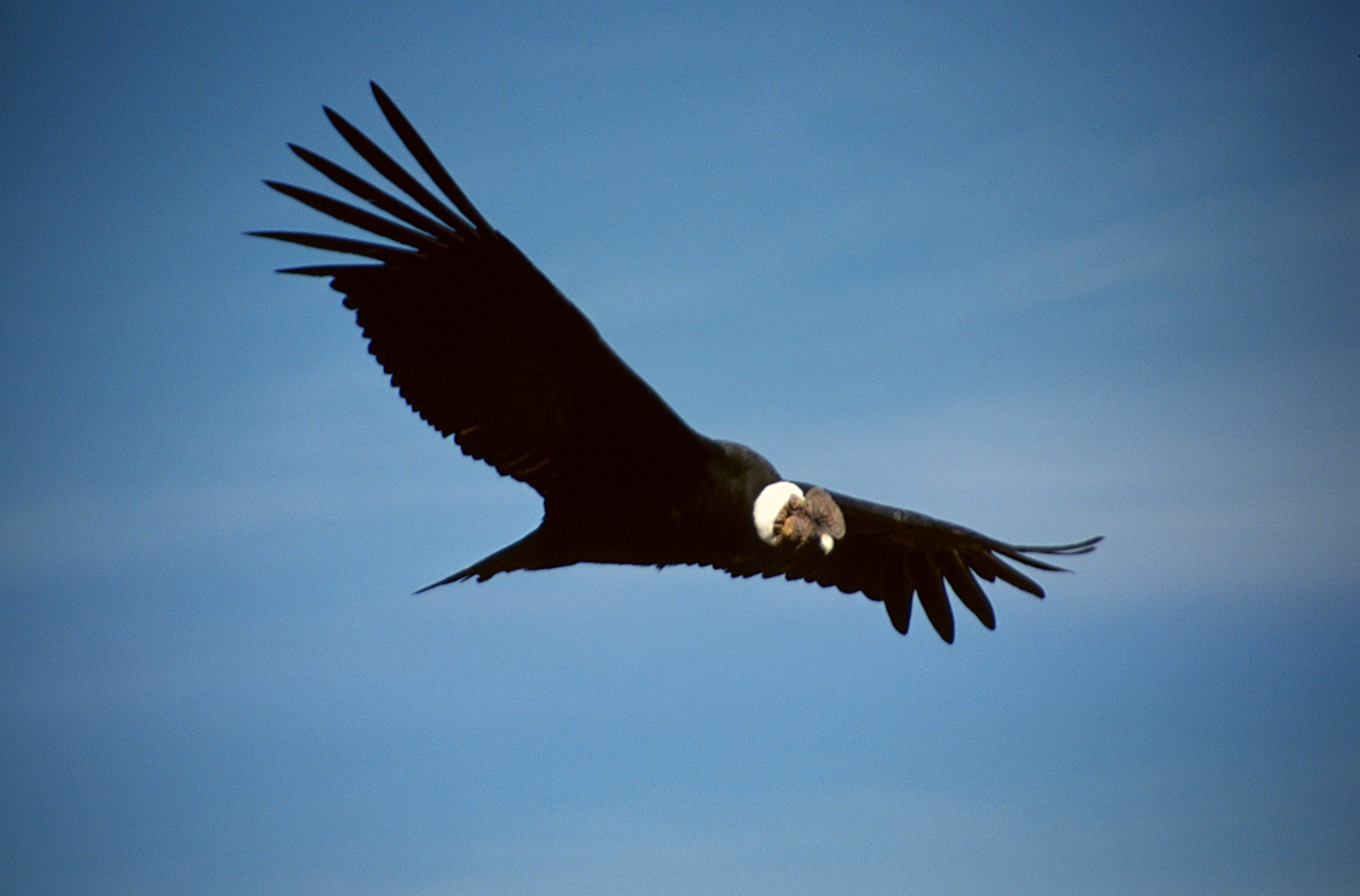
Còndor

Entre les espècies que habiten al Talampaya destaquen diverses d'exclusives de l'Argentina: es poden citar la guineu grisa patagona, la xunga de potes negres, la calàndria mora, que són comunes en les immediateses de l'entrada a l'àrea. Els alts murs de contenció vermellosos són utilitzats com pals per diverses rapaces, com el còndor dels Andes, l'àguila mora i el falcó peregrí. També és casa de rosegadors com el chinchillón, a més d'aquests són coneguts el gallito arena (o pampa guanac), el canastero vermellós i el catxalot bru i un mamífer com els pichiciegos (o intiquirquincho), petits tatús (també anomenat armadillo) d'hàbits subterranis. També poden ser vistos al parc guanacs o nyandús coneguts a la zona com suris.

## Clima

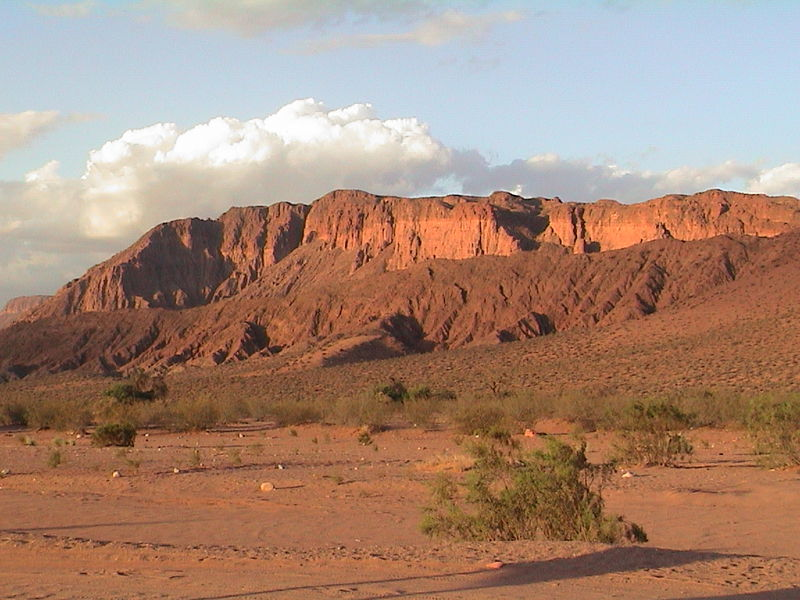
Vista de Talampaya

Les temperatures gairebé extremes predominen tant a l'estiu com a l'hivern. Són freqüents les sensibles variacions de temperatura durant el dia, i respecte a la nit les diferències són notòries. Els estius són càlids, amb màximes que poden superar els 50 °C al sol, i hiverns amb mínimes absolutes de -7 a -9 °C sota zero. Els mesos amb probabilitat de gelades van de maig a octubre. La radiació solar és intensa. Els vents bufen durant tot l'any. Els més freqüents són els del quadrant nord-oest, oest, i sud-est, i el vent zonda és un dels més violents. És característica la baixa humitat tant a l'estiu com a l'hivern, llevat de quan es produeixen pluges torrencials, moltes vegades acompanyades de calamarsa. Aquestes són de temporada i la majoria de les vegades ocorren a l'estiu. La mitjana anual de precipitacions a la regió és de 150 a 170 mm.

## Pobles originaris
A la zona, daten ocupacions humanes de l'any 120 i 1180 de l'era actual, en què es van trobar importants gravats i pintades descobertes en pedres i ceràmiques, que expressen una fusió en harmonia entre natura i cultura.
L'art rupestre desenvolupat al Talampaya constitueix una de les manifestacions indígenes de major valor de l'Argentina: els gravats existents a les roques representen figures antropomorfes i zoomorfes i abstractes amb formes geomètriques, com nyandús, felins i diversos signes i figures encara no interpretades.
El nucli més important en el qual poden observar-se els rastres d'aquesta cultura ancestral correspon a la zona anomenada els Pizarrones, que s'ubica sobre el curs d'un rierol estacional afluent del riu Talampaya, en un sector pla i llis de roca d'uns 15 m de llarg cobert de gravats esculpits (petroglifs) diversos segles abans de la conquesta.
També es van trobar a la zona restes d'habitatges i de murs de pedra, fragments de fang cuit i material lític provinent de la confecció d'elements de roca. És el cas de suposar que en aquelles èpoques, uns mil anys enrere, el clima seria una mica més humit i la major abundància d'aigües permanents, vegetació i fauna, hauria facilitat la instal·lació de grups humans estables i l'ocasió per al desenvolupament de les seves manifestacions artístiques, rupestres i artesanals.

## Accés i turisme

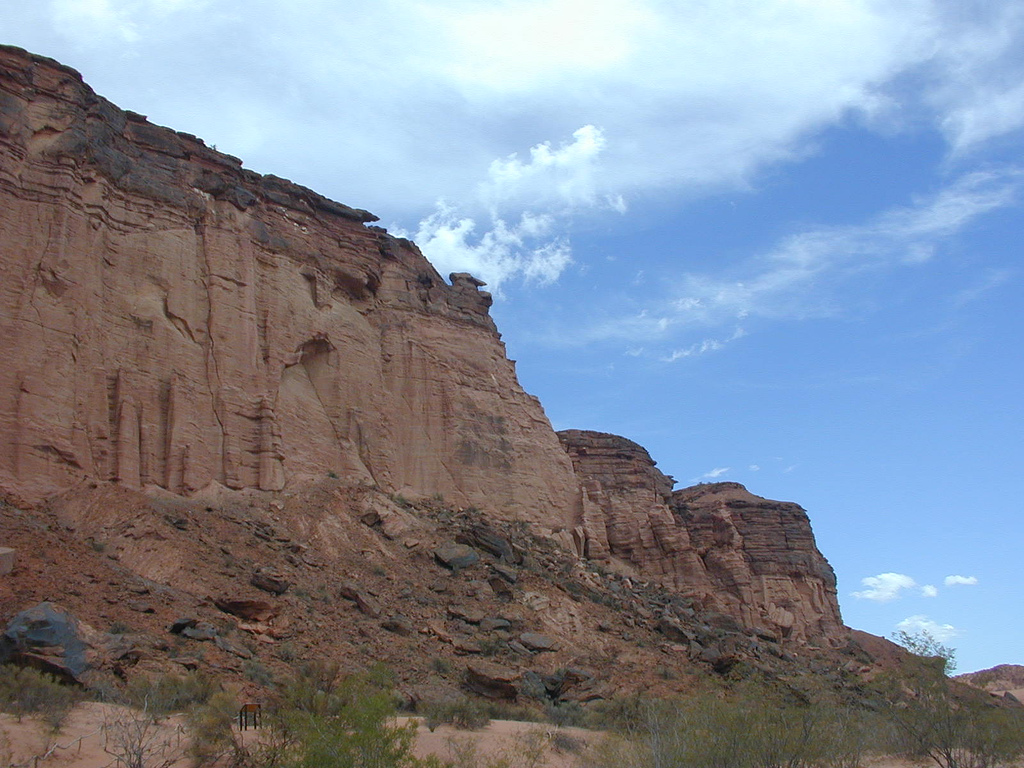
Vista del parc nacional

El tram de la ruta provincial núm. 26 entre Villa Unión i Los Baldecitos, aquesta última localitat en el límit de les províncies de La Rioja i San Juan, travessa el parc nacional. El centre d'informació és a 14 km d'aquesta ruta, i es desvia cap al nord-est.
El lloc on es localitza el centre d'informació, que conté sanitaris i bar, s'inicien les excursions pel congost de Talampaya on es poden apreciar diverses mostres del patrimoni arqueològic, particularment en els sectors Puerta de Talampaya i Los Cajones. La Ciutat Perduda és un dels llocs de major atractiu turístic, per la seva espectacular bellesa panoràmica i les estranyes geoformes que és possible admirar allà. Per accedir a aquest circuit s'ha de sol·licitar l'autorització dels guardes del parc.
Dins del parc hi ha: 
- El curs sec del riu Talampaya, on fa milions d'anys van viure dinosaures.
- Restes de pobles originaris, com els petroglifs de la Porta del Canó.
- Un jardí botànic de reserva de la flora autòctona.
- Murs de contenció naturals de fins a 145 m d'alçada. Les formacions geològiques més espectaculars tallades en el gres vermell són Los Reyes Magos, La Catedral, Los Balcones, El Tablero d'Ajedrez i El Cura.
- Fauna de la regió: guanacs, llebres, vicunyes, pumes, maras, guillots i còndors, entre d'altres.

El Parc Nacional de Talampaya (la Rioja) és al costat del Parc Provincial d'Ischigualasto (San Juan) també conegut com a vall de la Lluna.
El 2000, la UNESCO va declarar ambdós parcs com a Patrimoni de la Humanitat, tant per la riquesa cultural com per la natural.